# Projekt Future Library
Projekt Future Library (česky Knihovna budoucnosti, norsky Framtidsbiblioteket) je umělecký projekt, jehož cílem je mezi lety 2014–2114 shromáždit sto jinde nezveřejněných literárních děl od populárních světových spisovatelů a spisovatelek. Každý rok je do sbírky zařazeno jedno dílo. Díla budou poprvé zveřejněna v roce 2114. Při zahájení projektu bylo v lese Nordmarka v Norsku vysazeno tisíc stromů. Ze stromů bude v budoucnosti vyroben papír, na který bude vytištěna limitovaná edice sta výtisků Knihovny budoucnosti. Projekt byl britským deníkem The Guardian označen za „nejtajnější knihovnu světa“.

## Historie
Projekt vytvořila skotská výtvarnice Katie Paterson v létě roku 2014. Spravován je organizací Future Library Trust a podporován městem Oslo. Byl vytvořen v rámci veřejně-uměleckého programu Slow Space na zakázku pro korporaci Bjørvika Utvikling, která rozvíjí Bjørviku, bývalý kontejnerový přístav v Oslu.
Rukopisy děl jsou od roku 2018 uloženy ve speciálně navržené místnosti v nové Deichmanově knihovně (též známé jako Veřejná knihovna města Osla) v Bjørvice. Místnost má název „Tichá místnost“ a je postavena ze dřeva stromů z lesa Nordmarka, které byly pokáceny, aby uvolnily místo stromům vysazeným pro projekt. Vytvořena byla ve spolupráci Katie Paterson a architektonického týmu, který knihovnu navrhoval. Rukopisy zde budou v budoucnu vystaveny, ale nebudou zpřístupněny ke čtení.
Budoucí přístup k výtisku knihovny budoucnosti si bylo možné zajistit zakoupením certifikátu, kterých byl vydán jeden tisíc. Prodávány byly v galeriích Ingleby Gallery v Edinburghu, James Cohan Gallery v New Yorku a Parafin v Londýně. Původní cena byla 625 liber, v roce 2017 byla navýšena na 800 liber. Certifikáty jsou oboustranné a vytištěné na papíře ručně vyrobeném ze stromů z Nordmarky. Je na nich zobrazen průřez stoletým stromem, jehož letokruhy symbolizují trvání projektu.

## Kritické přijetí
Projekt Future Library se obecně setkal s pozitivním ohlasem a zájmem ze strany médií, některými byl ale kritizován za svůj důraz na utajování děl. Moze Halperin píšící pro Flavorwire projekt nazval „uměním, jehož záměrem je vyloučit několik generací“ a kritizoval záměrnou třídní exkluzivitu děl, která setrvá i po jejich vydání.

## Přispěvatelé
Jméno každého přispívajícího spisovatele či spisovatelky je vyhlašováno každoročně kolem října. Rukopisy jsou do sbírky slavnostně odevzdávány následující jaro v lese Nordmarka.
- 2014 – Margaret Atwood, Scribbler Moon, odevzdáno 27. května 2015.[10][11]
- 2015 – David Mitchell, From Me Flows What You Call Time, odevzdáno 28. května 2016[12]
- 2016 – Sjón, As My Brow Brushes On The Tunics Of Angels or The Drop Tower, Roller Coaster, Whirling Cups and other Instruments of Worship from the Post-industrial Age, odevzdáno 2. června 2017[13][14]
- 2017 – Elif Şafak, The Last Taboo, odevzdáno 2. června 2018[15]
- 2018 – Han Kang, Dear Son, My Beloved, odevzdáno 25. května 2019[2][16]
- 2019 – Karl Ove Knausgård,[17] název neznámý, odevzdáno 12. června 2022
- 2020 – Ocean Vuong,[18] název neznámý, odevzdáno 12. června 2022
- 2021 – Tsitsi Dangarembga,[19] název neznámý, odevzdáno 12. června 2022
- 2022 – Judith Schalansky, název neznámý, odevzdáno 21. května 2023[20]

Kritérium správní komise Future Library Trust při každoročním výběru spisovatelů je „vynikající přínos literatuře nebo poezii a schopnost díla zaujmout představivost této generace a generací budoucích“. Spisovatelé Umberto Eco a Tomas Tranströmer, kteří oba zemřeli v roce 2016, byli v minulosti komisí považováni za potenciální přispěvatele. Všichni ostatní spisovatelé, které Paterson oslovila, pozvání přijali.